# TSV St. Otmar St. Gallen
Der TSV St. Otmar St. Gallen ist ein polysportiver Verein in St. Gallen (Schweiz) und eine der
bedeutendsten Sportvereinigungen der Ostschweizer Metropole. Er umfasst sechs Sportabteilungen. Die bekannteste ist die Abteilung Handball Herren. Das Fanionteam spielt in der Swiss Handball League (SHL). Die Juniorenabteilung ist eine der erfolgreichsten in der Schweiz. Seine Spiele trägt St. Otmar in der Kreuzbleiche-Halle in St. Gallen aus.

## Vereinsgeschichte
Der Verein wurde 1924 als katholischer Jünglingsverein gegründet und nach dem heiligen Otmar benannt. Erster Präsident war E. Eichmann.
1931 wurde die Leichtathletikgruppe gegründet. Nur ein Jahr später, am 25. Mai 1932, wurde die heute noch bestehende Abteilung Gymnastik & Spiel gegründet.
An einer Handballmeisterschaft beteiligte sich St. Otmar erstmals 1942 und belegte in der zum ersten Mal ausgetragenen Feldhandball-Meisterschaft den 3. Rang. Im Westen der Stadt wurde eigens ein schmuckes Feldhandball-Stadion errichtet. 1949 wurde erstmals im Winter eine Hallenhandball-Meisterschaft (als St. Gallische Meisterschaft) ausgetragen, während im Sommer weiter Feldhandball gespielt wurde. 1952 belegte das Fanionteam an der ersten Schweizer Meisterschaft in der Halle den 2. Rang in der Nationalliga B, Gruppe Ost.
Seit 1959 wird im Verein auch Tennis gespielt. Am 1. Juli wurde Beni Baumberger zum 1. Präsidenten der Tennis-Abteilung gewählt.
Stefan Matag gab 1970 den Anstoss zur Gründung der Basketball-Abteilung.
1972 gründeten 50 Fussballbegeisterte die Fussball-Abteilung. Die Spiele konnten auf dem Feldhandball-Rasen im Lerchenfeld ausgetragen werden, weil diese Sportart eingestellt und die Handballmeisterschaft ausschliesslich in der Halle ausgetragen wurde.
Am 18. August 1978 wurde die Faustball-Abteilung aus der Taufe gehoben.
Der TSV St. Otmar war ein reiner Männerverein, bis die Basketballer 1980 die erste Frauenmannschaft aufstellten und nur ein Jahr später auch die Handballer-Frauen den Meisterschaftsbetrieb aufnahmen.
Am 1. Juli 1996 wurde die Handballabteilung in eine Herren- und eine Frauen-Abteilung gesplittet.
Die Handballabteilung der Frauen wurde im Sommer 2010 aufgrund von finanziellen und personellen Schwierigkeiten aufgelöst.

## Handball
Der TSV St. Otmar St. Gallen spielt zurzeit in der der höchsten Schweizer Handball-Spielklasse, der Swiss Handball League. Auf die Saison 2018/19 hin konnte der dänische Internationale Bo Spellerberg als Spielertrainer verpflichtet werden. 2023 wurde er interimsweise für eine Saison von Markus Burger abgelöst, der den Club bereits 2008–2010 gecoacht hatte. 2024 übernahm schliesslich Michael Suter das Amt des Cheftrainers.

### Kader Saison 2025/26
| Trainer    |    |                       |      |                  |
| Schweiz    |    | Michael Suter         |      | Cheftrainer      |
| Schweiz    |    | Benjamin Geisser      |      | Assistenztrainer |
| Schweiz    |    | Domenic Klement       |      | Assistenztrainer |
| Tor        |    |                       |      |                  |
| Schwede    | 01 | Andreas Björkman Myhr | 1996 | Torhüter         |
| Schweizer  | 12 | Noah Küffer           | 2005 | Torhüter         |
| Färinger   |    | Aleksandar Lacok      | 2004 | Torhüter         |
| Feld       |    |                       |      |                  |
| Schweizer  | 02 | Noah Bolt             | 2006 | Flügel rechts    |
| Schweizer  | 04 | Maël Tobler           | 2004 | Rückraum links   |
| Schweizer  | 05 | Andrin Dörwaldt       | 2006 | Flügel links     |
| Schweizer  | 06 | Jan Brülisauer        | 2004 | Kreisläufer      |
| Schweizer  | 08 | Moritz Heinl          | 2007 | Rückraum links   |
| Schweizer  | 09 | Simon Locher          | 2004 | Flügel links     |
| Däne       | 10 | Marcus Stroustrup     | 2000 | Rückraum Mitte   |
| Schwede    | 13 | Carl Löfström         | 1992 | Kreisläufer      |
| Deutscher  | 15 | Max Höning            | 1993 | Rückraum rechts  |
| Schweizer  | 18 | Justin Kürsteiner     | 2004 | Rückraum Mitte   |
| Deutscher  | 21 | Alexander Möller      | 2003 | Rückraum Mitte   |
| Deutscher  | 23 | Joschua Braun         | 1998 | Rückraum rechts  |
| Schweizer  | 24 | Andrin Schneider      | 2003 | Flügel links     |
| Schweizer  |    | Tobias Wetzel         | 1993 | Kreisläufer      |
| Däne       |    | Emil Jessen           | 2000 | Rückraum links   |
| Portugiese |    | Miguel Alves          | 1996 | Flügel rechts    |

Quelle: TSV St. Otmar St. Gallen

### Erfolge
- Schweizer Supercupsieger 2000, 2001
- Hallenhandball-Schweizermeister 1971, 1973, 1974, 1981, 1982, 1986, 2001
- Schweizer Hallenhandball-Cupsieger 1980, 1981, 2000, 2001
- Feldhandball-Schweizermeister 1964, 1968, 1969, 1970, 1971
- Schweizer Feldhandball-Cupsieger 1961, 1968, 1971, 1972
- Europacup-Finalist 1982
- Europacup-Halbfinalist 1987, 2005, 2009